# Джерельное (Троицкий район)
Джере́льное (укр. Джерельне; до 2016 г. Кали́нино) — село, относится к Троицкому району Луганской области Украины.
Население по переписи 2001 года составляло 48 человек. Почтовый индекс — 92112. Телефонный код — 6456. Занимает площадь 10,7 км². Код КОАТУУ — 4425481002.

## Местный совет
92112, Луганская обл., Троицкий р-н, с. Багачка, ул. Школьная, 37